# Occitanobisium
Genre
Occitanobisium est un genre de pseudoscorpions de la famille des Neobisiidae.

## Distribution
Les espèces de ce genre se rencontrent en France et en Espagne.

## Liste des espèces
Selon Pseudoscorpions of the World (version 3.0) :
- Occitanobisium coiffaiti Heurtault, 1978
- Occitanobisium nanum (Beier, 1959)

## Publication originale
- Heurtault, 1978 : Occitanobisium coiffaiti n. gen. n. sp. de Pseudoscorpions (Arachnides, Neobisiidae, Neobisiinae) du département de l'Hérault, France. Bulletin du Muséum National d'Histoire Naturelle, Paris, sér. 3, vol. 497 (Zoologie 346), p. 1121-1134 (texte intégral).